# Біологія людини
Біологія людини — це міждисциплінарна галузь досліджень, яка вивчає людину за допомогою впливу та взаємодії багатьох різноманітних наукових областей, таких як генетика, еволюція, фізіологія, анатомія, епідеміологія, антропологія, екологія, харчування, генетика населення та соціально-культурні впливи. Вона тісно пов'язана з біологічною антропологією та з іншими біологічними дисциплінами, що розглядають різні аспекти функціювання людини. До 20 століття цей термін не був відомий, аж поки відомий біогеронтолог Реймонд Перл, автор журналу Human Biology, не сформулював термін «біологія людини», щоб описати галузь досліджень окрему від біології.